# Utilitarismo
El utilitarismo es una filosofía moral construida a fines del siglo XVIII por Jeremy Bentham, que establece que la mejor acción es la que produce la mayor felicidad y bienestar para el mayor número de individuos involucrados y maximiza la utilidad. Esta es la primera versión del "utilitarismo", no es la más generalizada actualmente.
Otro filósofo que desarrolló este concepto fue John Stuart Mill en su libro El utilitarismo en 1863. Parte de que todo ser humano actúa siempre —sea a nivel individual, colectivo, privado, público, como en la legislación política— según el principio de la mayor felicidad, en vistas al beneficio de la mayor cantidad de individuos.
Como base fundamental el utilitarismo es una teoría ética, que afirma que lo correcto y lo incorrecto se determinan mejor centrándose en los resultados de las acciones y las elecciones.
La "utilidad" se define de varias maneras, generalmente en términos del bienestar de los seres humanos. Bentham la describió como la suma de todo placer que resulta de una acción, menos el sufrimiento de cualquier persona involucrada en dicha acción. En la economía neoclásica, se llama utilidad a la satisfacción de preferencias, mientras que en la filosofía moral, es sinónimo de felicidad, sea cual sea el modo en el que esta se entienda. Esta doctrina ética a veces es resumida como "el máximo bienestar para el máximo número". 
Es una versión del consecuencialismo, al considerar que solo las consecuencias de una acción son un criterio a observar para definir moralmente si esta es buena o mala. A diferencia de otras formas de consecuencialismo, como el egoísmo, considera los intereses de todos los individuos por igual. Mill se otorga, en la evaluación moral de los actos, la misma importancia a sí mismo que a los otros. En este sentido, se remite explícitamente a la regla evangélica: "Trata a tu prójimo como a ti mismo". Este precepto sería una primera formulación de la máxima utilitarista bien comprendida.
No señala únicamente cómo proceder ante un dilema moral, sino también sobre qué problemas pensar, dado que los problemas que considera van más allá de las consecuencias a un futuro a corto plazo, atendiendo a los efectos de decisiones tomadas para personas que todavía no existen, ya que nuestras acciones tendrían un impacto potencial en estas.
Se destacan otros utilitaristas como William Godwin, James Mill y Henry Sidgwick.

## Definición
Según el Diccionario de la Real Academia de la Lengua utilitarismo es, como primera acepción, una actitud que valora ante todo la utilidad de las cosas. Como segunda acepción indica que es una corriente de pensamiento que considera la utilidad como principio de la moral.
La Academia considera como términos afines o relacionados con el utilitarismo al pragmatismo, al positivismo, y al materialismo.

## Tipos de utilitarismo

### Utilitarismo del acto y de las normas
La forma tradicional de utilitarismo es la del utilitarismo del acto, que afirma que el mejor acto es el que aporta la máxima utilidad. Una forma alternativa es el utilitarismo de las normas, que afirma que el mejor acto es aquel que forme parte de una norma que sea la que nos proporciona más utilidad.
Muchas personas utilitaristas argumentarían que el utilitarismo no solo comprende los actos, sino también deseos y disposiciones, premios y castigos, reglas e instituciones.

### Utilitarismo negativo
Artículo principal: Utilitarismo negativo
Defienden la producción del mínimo malestar para el máximo número de personas, el prevenir la mayor cantidad de dolor o daño para el mayor número de personas, considerando esta fórmula ética como más eficaz que la del mayor bienestar al mayor número de individuos, al entender que hay más posibilidades de crear daños que de crear bienestar, y los daños mayores conllevarían más consecuencias que los más grandes bienes.
El antinatalista Miguel Steiner entiende que el utilitarismo positivo se olvida de diferenciar claramente entre la necesidad de no sufrir (por su negatividad intrínseca) y la posibilidad éticamente no imperativa del placer y la felicidad. La ausencia de felicidad no es problemática (nadie lamenta la suerte de las piedras o del hijo potencial no nacido), mientras evitar sufrimiento, sobre todo el sufrimiento intenso, es importante y necesario. Así la renuncia al hijo responde a una necesidad que en el marco del utilitarismo negativo cobra pleno sentido como medida preventiva ante las posibilidades de sufrir. Se podría entender que la máxima felicidad de la mayoría de las personas del utilitarismo clásico ya presupone la ausencia de sufrimiento, pero la reproducción, que implica más posibilidades de placer también supone más sufrimiento, por lo cual el marco teórico de ambas opciones tiene implicaciones muy diferentes. Eso es lo que pone de manifiesto, precisamente, el antinatalismo. El utilitarismo negativo también se resiste a reconocer la supuesta compensación entre la felicidad de unos y el sufrimiento de otros, priorizando claramente el peso ético de lo último. Así parece que, al menos en teoría, el utilitarismo negativo está en mejores condiciones de distinguir entre intereses espurios y necesidades elementales.

### Utilitarismo de preferencias
Define la utilidad en términos de satisfacción de las preferencias. Los utilitaristas de la preferencia afirman que lo correcto para hacer es aquello que produzca las mejores consecuencias, pero definiendo las mejores consecuencias en términos de satisfacción de las preferencias ante todo.

### Utilitarismo ideal
Reconoce la belleza, la amistad y el placer como los bienes que las acciones deben buscar maximizar.

## Críticos del utilitarismo
Los críticos argumentan que esta visión se enfrenta a muchos problemas, uno de los cuales es el de la dificultad de comparar la utilidad entre diferentes personas. Muchos de los primeros utilitaristas creían que la felicidad podía ser medida cuantitativamente y ser comparada a través de cálculos, aunque ninguno consiguió hacer un cálculo semejante en la práctica. 
Se ha argumentado que la felicidad de personas diferentes es inconmensurable, y que este cálculo es imposible, pero no solo en práctica sino como principio. Los defensores del utilitarismo responden a esto afirmando que ante este problema se encuentra cualquiera que tenga que escoger entre dos estados alternativos que imponen serias cargas a las personas implicadas. Si la felicidad fuera inconmensurable, la muerte de cientos de personas no sería peor que la muerte de una.
Otro de los argumentos en contra del utilitarismo, según James Rachels en su Introducción a la Filosofía Moral, es la acusación de que esta forma de actuar es demasiado exigente y elimina la distinción entre deberes y acciones supererogatorias. Para sustentar esto los antiutilitaristas parten de lo que reconoce el propio filósofo utilitarista John Stuart Mill: "el utilitarista obliga a ser tan estrictamente imparcial como un espectador desinteresado y benévolo".
Tomando en cuenta como palabra clave "obliga", los filósofos adversos a Bentham y Mill plantearon a través de ejemplos imaginarios, dos maneras de distinguir las acciones caritativas de las personas: aquellas que adoptan una posición utilitaria, deben forzosa y obligatoriamente deshacerse de sus bienes para contribuir al bienestar de los demás, aun si por esta causa su estatus social queda a la altura de los más pobres. 
El utilitarista congruente debería por decisión propia o por conciencia donar parte de sus riquezas si estas producen más felicidad que al conservarlas para sí, o utilizarlas como medio para generar más riqueza destinada a aumentar la felicidad de manera indefinida.
Por otro lado, los utilitaristas[¿quién?] responden a tales críticas con el argumento de que los ejemplos propuestos son totalmente imaginarios y solo en la mente de algunos filósofos sucederían tales cosas, siendo que la utilidad se encarga de decir por qué son o no son convenientes en la vida real.[cita requerida]
El filósofo utilitarista australiano J. J. C. Smart nos aclara que debemos de tener mucho cuidado con el sentido común, porque en ocasiones está influenciado por nuestros sentimientos, o sea que a veces la interpretación que hacemos de una situación determinada puede estar inspirada por las costumbres y preceptos aprendidos de nuestros padres, la sociedad, etc. Tal vez, ésta sea la más grande aportación del utilitarismo, su puesta en duda del sentido común como fuente de la moral.
El utilitarismo ha sido también criticado[¿por quién?] por llegar a tales conclusiones contrarias a la moral del sentido común. Por ejemplo, si estuviéramos forzados a escoger entre salvar a nuestro propio hijo o salvar a dos hijos de gente a la que no conocemos, la mayoría de gente escogería el salvar a su propio hijo. En cambio, el utilitarismo defendería salvar a los otros dos, pues dos personas tienen un potencial mayor de felicidad futura que una.
Los utilitaristas[¿quién?] responden a este argumento diciendo que el sentido común ha sido utilizado para justificar muchas posiciones en temas controvertidos y esta noción de sentido común varía según el individuo, haciendo que no pueda ser una base sólida para una moralidad común.[cita requerida]
John Rawls (1921-2002) rechaza el utilitarismo, tanto el normativo como el de los actos, pues hace que los derechos dependan de las buenas consecuencias de su reconocimiento, y esto es incompatible con el liberalismo. Por ejemplo, si la esclavitud o la tortura es beneficiosa para el conjunto de la población podría ser justificada teóricamente por el utilitarismo. Rawls defiende que la ética política debe partir de la posición original. Los utilitaristas[¿quién?] argumentan que Rawls no tiene en cuenta el impacto indirecto de la aceptación de políticas inhumanas.[cita requerida]
Es importante destacar que la mayoría de críticas van dirigidas al utilitarismo de los actos, y que es posible para un utilitarista de las normas llegar a conclusiones que sean compatibles con los críticos. De hecho, John Stuart Mill consideró que Immanuel Kant (1724-1804) era un utilitarista de las normas. Según Mill los imperativos categóricos de Kant solo tienen sentido en casos de violencia si consideramos las consecuencias de la acción. Kant afirma que el vivir de manera egoísta no puede ser universalizado pues todos necesitamos el afecto en algún u otro momento. Según Mill este argumento se basa en las consecuencias. Puede observarse que algunas formas de utilitarismo son potencialmente compatibles con el kantianismo y otras filosofías morales.
R. M. Hare es otro ejemplo de utilitarista que ha adaptado su filosofía al kantianismo. No basa su teoría en el principio de la utilidad. Cree que podemos hacer consideraciones utilitaristas al formular juicios universales. A esta filosofía la llama prescriptivismo universal.

## Antecedentes históricos
El utilitarismo como posición ética distinta surgió a principios del siglo XVIII, y aunque generalmente se piensa que comenzó con Jeremy Bentham, hubo escritores anteriores que presentaron teorías que eran sorprendentemente similares.

### Formulaciones premodernas
Hace tiempo que se reconoce la importancia de la felicidad como fin para los seres humanos. Aristipo y Epicuro propusieron formas de hedonismo; Aristóteles argumentó que la eudaimonia es el bien humano supremo; y Agustín escribió que "todos los hombres coinciden en desear el último fin, que es la felicidad". La felicidad también fue explorada en profundidad por Tomás de Aquino, en su Summa Theologica. Mientras tanto, en la India medieval, el filósofo indio del siglo VIII, Shantideva, fue uno de los primeros defensores del utilitarismo y escribió que deberíamos "detener todo el dolor y sufrimiento presente y futuro de todos los seres sintientes, y hacer llegar todo el placer y la felicidad presentes y futuros."
También existieron diferentes variedades de consecuencialismo en el mundo antiguo y medieval, como el consecuencialismo estatal del moísmo o la filosofía política de Nicolás Maquiavelo. El consecuencialismo moísta defendía los bienes morales comunitarios, incluida la estabilidad política, el crecimiento demográfico y la riqueza, pero no apoyaba la noción utilitarista de maximizar la felicidad individual.

### SigloXVIII

#### Francis Hutcheson
Francis Hutcheson introdujo por primera vez una frase utilitarista clave en Una investigación sobre el original de nuestras ideas sobre la belleza y la virtud (1725): al elegir la acción más moral, la cantidad de virtud de una acción particular es proporcional al número de personas a las que aporta felicidad. De la misma manera, el mal moral, o vicio, es proporcional al número de personas que sufren. La mejor acción es la que procura la mayor felicidad a la mayor cantidad de personas, y la peor es la que causa la mayor miseria. En las tres primeras ediciones del libro, Hutcheson incluyó varios algoritmos matemáticos "para calcular la moralidad de cualquier acción". Al hacerlo, prefiguró el cálculo hedónico de Bentham.

#### John Gay
Algunos afirman que John Gay desarrolló la primera teoría sistemática de la ética utilitaria. En Respecto al principio fundamental de virtud o moralidad (1731), Gay sostiene que:

la felicidad, la felicidad privada, es el fin propio o último de todas nuestras acciones... se puede decir que cada acción particular tiene su fin propio y peculiar...(pero)...todavía tienden o deben tender a algo más allá; como es evidente a partir de aquí, a saber. que un hombre puede preguntar y esperar una razón por la cual se persigue cualquiera de ellas: ahora, preguntar la razón de cualquier acción o búsqueda es sólo investigar el fin de la misma; pero esperar que se le asigne una razón, es decir, un fin. para un fin último, es absurdo. Preguntar por qué persigo la felicidad no admitirá otra respuesta que una explicación de los términos.

Esta búsqueda de la felicidad recibe una base teológica:

Ahora bien, es evidente por la naturaleza de Dios, a saber. siendo infinitamente feliz en sí mismo desde toda la eternidad, y por su bondad manifestada en sus obras, que no podía tener otro designio al crear a la humanidad que su felicidad; y por eso quiere su felicidad; por lo tanto, el medio de su felicidad: por lo tanto, que mi conducta, en la medida en que pueda ser un medio para la felicidad de la humanidad, sea tal... así, la voluntad de Dios es el criterio inmediato de la Virtud, y la felicidad de la humanidad el criterio de la voluntad de Dios; y por lo tanto se puede decir que la felicidad de la humanidad es el criterio de la virtud, pero una vez eliminado...(y)...debo hacer todo lo que esté a mi alcance para promover la felicidad de la humanidad.

#### David Hume
En su obra Una investigación sobre los principios de la moral(An Enquiry Concerning the Principles of Morals) (1751), David Hume escribe:

En todas las determinaciones de la moralidad, esta circunstancia de utilidad pública está siempre principalmente a la vista; y dondequiera que surjan disputas, ya sea en filosofía o en la vida común, sobre los límites del deber, la cuestión no puede, de ningún modo, decidirse con mayor certeza que determinando, por cualquier lado, los verdaderos intereses de la humanidad. Si se ha descubierto que prevalece alguna opinión falsa, basada en las apariencias; Tan pronto como una mayor experiencia y un razonamiento más sólido nos han dado nociones más justas de los asuntos humanos, nos retractamos de nuestro primer sentimiento y ajustamos de nuevo los límites del bien y del mal moral.

#### William Paley

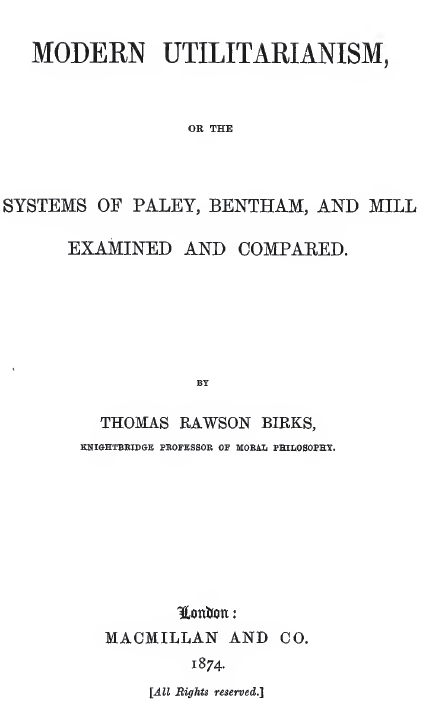
Primera página de Modern Utilitarianism (Utilitarismo moderno) obra de Thomas Rawson Birks de 1874.

El utilitarismo teológico de Gay fue desarrollado y popularizado por William Paley. Se ha afirmado que Paley no fue un pensador muy original y que las filosofías en su tratado sobre ética son "un conjunto de ideas desarrolladas por otros y se presentan para que los estudiantes las aprendan en lugar de debatirlas entre colegas". Sin embargo, su libro The Principles of Moral and Political Philosophy (1785) fue un texto obligatorio en la Universidad de Cambridge y Wilson Smith (1954) dice que los escritos de Paley fueron "una vez tan conocidos en las universidades estadounidenses como lo fueron los lectores y deletreadores de William McGuffey y Noah Webster en las escuelas primarias." J.B. Schneewind (1977) escribe que "el utilitarismo se hizo ampliamente conocido por primera vez en Inglaterra a través del trabajo de William Paley".
La importancia ahora olvidada de Paley puede juzgarse por el título de la obra de Thomas Rawson Birks de 1874 Modern Utilitarianism or the Systems of Paley, Bentham and Mill Examined and Compared (Utilitarismo moderno o los sistemas de Paley, Bentham y Mill examinados y comparados).
Además de reafirmar que la felicidad como fin se basa en la naturaleza de Dios, Paley también analiza el lugar de las reglas y escribe:

[L]as acciones deben estimarse por su tendencia. Lo que sea conveniente, es correcto. Es la utilidad de cualquier regla moral por sí sola lo que constituye su obligación.

Pero a todo esto parece haber una clara objeción, a saber, que son útiles muchas acciones que ningún hombre en su sano juicio permitirá que sean correctas. Hay ocasiones en las que la mano del asesino sería muy útil... La verdadera respuesta es ésta; que estas acciones, después de todo, no son útiles, y por esa razón, y sólo por eso, no son correctas.
Para entender perfectamente este punto, hay que observar que las malas consecuencias de las acciones son dobles: particulares y generales. La mala consecuencia particular de una acción es el daño que esa sola acción ocasiona directa e inmediatamente. La mala consecuencia general es la violación de alguna regla general necesaria o útil...

No se puede permitir una acción y prohibir otra sin mostrar una diferencia entre ellas. En consecuencia, el mismo tipo de acciones deben estar generalmente permitidas o prohibidas. Por lo tanto, cuando su permiso general sería pernicioso, se hace necesario establecer y apoyar la regla que generalmente los prohíbe.